# NGC 3314
NGC 3314は、うみへび座の方角にそれぞれ1億1700万光年と1億4000万光年離れた位置にある重なった2つの渦巻銀河である。正面を向いて暗いものが手前側のNGC 3314aで、斜めに見えるものが後ろ側のNGC 3314bである。この配置を利用して、NGC 3314a内にある宇宙塵の性質を測定することができる。相互作用銀河とは異なり、2つの銀河は物理的には無関係である。
1999年4月に重なった銀河を探索していたところ、アラバマ大学の2人の天文学者が初めてこの深宇宙天体の撮影に成功し、実は2つの銀河であったことが分かった。2000年3月の観測では、腕の中に明るい緑色の恒星のような天体が観測された。これは超新星であると考えられたが、手前の銀河のフィルター特性により、確定させることは困難であった。
両銀河はどちらもうみへび座銀河団に属する。